# The Dangerous Talent
The Dangerous Talent er en amerikansk stumfilm fra 1920 af George L. Cox.

## Medvirkende
- Margarita Fischer som Leila Mead
- Harry Hilliard som Gilbert Ellis
- Beatrice Van som Mildred Shedd
- Harvey Clark som Horton
- Neil Hardin som Bob Ames
- George Periolat som Peyton Dodge
- Mae Talbot